# Asthenargus longispinus
Asthenargus longispinus là một loài nhện trong họ Linyphiidae.
Loài này thuộc chi Asthenargus. Asthenargus longispinus được Eugène Simon miêu tả năm 1914.